# Неморозька волость
Неморозька волость — адміністративно-територіальна одиниця Звенигородського повіту Київської губернії з центром у селі Неморож.
Станом на 1886 рік складалася з 9 поселень, 7 сільських громад. Населення — 7992 особи (3952 чоловічої статі та 4040 — жіночої), 1038  дворових господарства.
|                     | Площа, десятин | У тому числі орної, дес. |
| ------------------- | -------------- | ------------------------ |
| Сільських громад    | 6416           | 4206                     |
| Приватної власності | 6156           | 3081                     |
| Іншої власності     | 253            | 196                      |
| Загалом             | 12825          | 7483                     |

Поселення волості:
- Неморож — колишнє власницьке село при річці Бучинівка, 1229 осіб, 167 дворів, православна церква, школа, 2 постоялих будинки, 2 водяних млини, винокурний завод.
- Водяники — колишнє власницьке село при річці Бучинівка, 1660 осіб, 160 дворів, православна церква, католицька каплиця, школа, лікарня, 2 постоялих будинки, 3 вітряних млини.
- Мурзинці  — колишнє власницьке село при річці Гнилий Тікич, 485 осіб, 61 двір, православна церква, постоялий будинок.
- Мизинівка — колишнє власницьке село при річці Бучинівка, 718 осіб, 103 двори, православна церква, школа, постоялий будинок, водяний млин.
- Озірна — колишнє власницьке село, 1105 осіб, 70 дворів, православна церква, 3 постоялих будинки.
- Попівка — колишнє власницьке село, 1666 осіб, 205 дворів, православна церква, школа, 2 постоялих будинки.
- Смільчинці — колишнє власницьке село, 935 осіб, 130 дворів, православна церква, школа, постоялий будинок, 4 вітряних млини.
- Стара Буда — колишнє власницьке село при річках Бучинівка та Недобаєва, 700 осіб, 92 двори, православна церква, школа, постоялий будинок.

Старшинами волості були:
- 1909—1913 роках — Трохим Григорович Завальнюк[2],[3],[4],[5];
- 1915 року — Матвій Якович Момот[6].